# Pleurodema brachyops
Pleurodema brachyops es una especie  de anfibio de la familia Leptodactylidae.

## Distribución geográfica
Se encuentra en Brasil, Colombia, Guyana, Antillas Neerlandesas, Panamá, Venezuela y, posiblemente, en Surinam.